# Diepkloof
Diepkloof ist ein Stadtteil von Soweto, das wiederum ein Teil der Metropolgemeinde City of Johannesburg in Südafrika ist.

## Geographie
Die Townshipsiedlung Diepkloof liegt rund elf Kilometer südwestlich des Zentrums von Johannesburg. 2011 hatte der Stadtteil offiziell 95.537 Einwohner. Er gehört zur Region D der City of Johannesburg, zu der unter anderem ganz Soweto gehört.
Diepkloof liegt im Nordosten Sowetos. Westlich liegt der Stadtteil Orlando East.

## Geschichte
Der Stadtteil wurde 1959 als Siedlung für Schwarze gegründet, insbesondere für zwangsumgesiedelte Bewohner der Townshipsiedlung Alexandra nördlich von Johannesburg. Zuvor befand sich dort die Farm Diepkloof. Der Name stammt aus dem Afrikaans und bedeutet „tiefe Schlucht“. 1963 wurde Diepkloof mit zahlreichen anderen Siedlungen für Schwarze zu Soweto zusammengelegt.

## Verkehr
Diepkloof ist an die Straßen M68 (Motorway 68), M70 und M83 angebunden. Die National Route 1 (N1) tangiert Diepkloof im Südosten und Osten, die National Route 12 zweigt bei Diepkloof von der N1 ab. Bahnstationen gibt es in Diepkloof nicht.

## Chris Hani Baragwanath Hospital
Im Süden Diepkloofs befindet sich das Chris Hani Baragwanath Hospital, das als größtes Krankenhaus der südlichen Hemisphäre gilt.

## Persönlichkeiten
- Lucas Radebe (* 1969), Fußballspieler, geboren in Diepkloof